# Fort d'Aubervilliers (stanice metra v Paříži)
Fort d'Aubervilliers je nepřestupní stanice pařížského metra na lince 7. Nachází se mimo hranice Paříže na území města Aubervilliers pod Avenue Jean Jaurès u křižovatky s Avenue de la Division Leclerc a Rue Danielle Casanova.

## Historie
Stanice byla otevřena 4. října 1979 při prodloužení linky ze stanice Porte de la Villette. Až do 6. května 1987 zde linka končila, než byla trať dále rozšířena do současné konečné La Courneuve – 8 Mai 1945.

## Název
Stanice byla pojmenována po pevnosti ve městě Aubervilliers (fort = pevnost), která zde byla vybudována v roce 1843 na obranu Paříže a byla součástí obranného pásu kolem celého hlavního města ve vzdálenosti 5-10 km od Paříže.

## Vstupy
Stanice má několik východů po obou stranách Avenue Jean Jaurès a Avenue de la Division Leclerc.